# Schistura schultzi
Schistura schultzi és una espècie de peix de la família dels balitòrids i de l'ordre dels cipriniformes.

## Morfologia
Els mascles poden assolir els 9,3 cm de longitud total.

## Distribució geogràfica
Es troba a les conques dels rius Chao Phraya (Tailàndia) i Mekong (Laos i Tailàndia).